# Dicranum subviride
Dicranum subviride är en bladmossart som beskrevs av Brotherus och Paris in Brotherus 1924. Dicranum subviride ingår i släktet kvastmossor, och familjen Dicranaceae. Inga underarter finns listade i Catalogue of Life.